# Atypus karschi
Espèce
Synonymes
- Atypus snetsingeri Sarno, 1973

Atypus karschi est une espèce d'araignées mygalomorphes de la famille des Atypidae.

## Distribution
Cette espèce se rencontre au Japon, à Taïwan, en Corée du Sud et en Chine.
Elle a été introduite aux États-Unis.

## Description
Les mâles mesurent de 10 à 15 mm et les femelles de 12 à 20 mm.

## Systématique et taxinomie
Cette espèce a été décrite par Dönitz en 1887.
Atypus snetsingeri a été placée en synonymie par en Řezáč et al. en 2022.

## Étymologie
Cette espèce est nommée en l'honneur de Ferdinand Karsch.

## Publication originale
- Dönitz, 1887 : « Über die Lebensweise zweier Vogelspinnen aus Japan. » Sitzungsberichte der Gesellschaft Naturforschender Freunde zu Berlin, vol. 1887, p. 8-10 (texte intégral).